# 卫星广场站
卫星广场站是位于吉林省长春市朝阳区的一个轨道交通车站，是长春轨道交通1号线、3号线的换乘站。本站自2019年5月30日起，两条线路可进行站内换乘。

## 车站构造
车站为不同时期分别建设，由两个独立地下站体组成。其中3号线为地下二层车站，呈东西方向布置，地下一层为站厅，地下二层为站台层，呈东西方向布置，未设置屏蔽门。1号线车站为地下三层车站，呈南北方向布置，地下一层两端为车站风道，中部为城市快速路及预留市政管廊，以及3号线隧道结构，地下二层为站厅层，地下三层为站台层，设有全高屏蔽门。两站结构各自独立，1号线站厅实际已处于3号线站台层下方，组成地下四层结构。两线站体仅通过换乘通道相连，换乘通道连接3号线站厅北部与1号线站厅西部。

### 车站楼层
| 側式 · 開右邊车门 |  |                                   |
|                   |  | █ 3号线往伪满皇宫（卫光街）       |
|                   |  | █ 3号线往长影世纪城（亚泰立交桥） |
| 側式 · 開右邊车门 |  |                                   |

|                   |  | █ 1号线往北环城路（繁荣路） |
| 島式 · 開左邊车门 |  |                             |
|                   |  | █ 1号线往红嘴子（市政府）   |

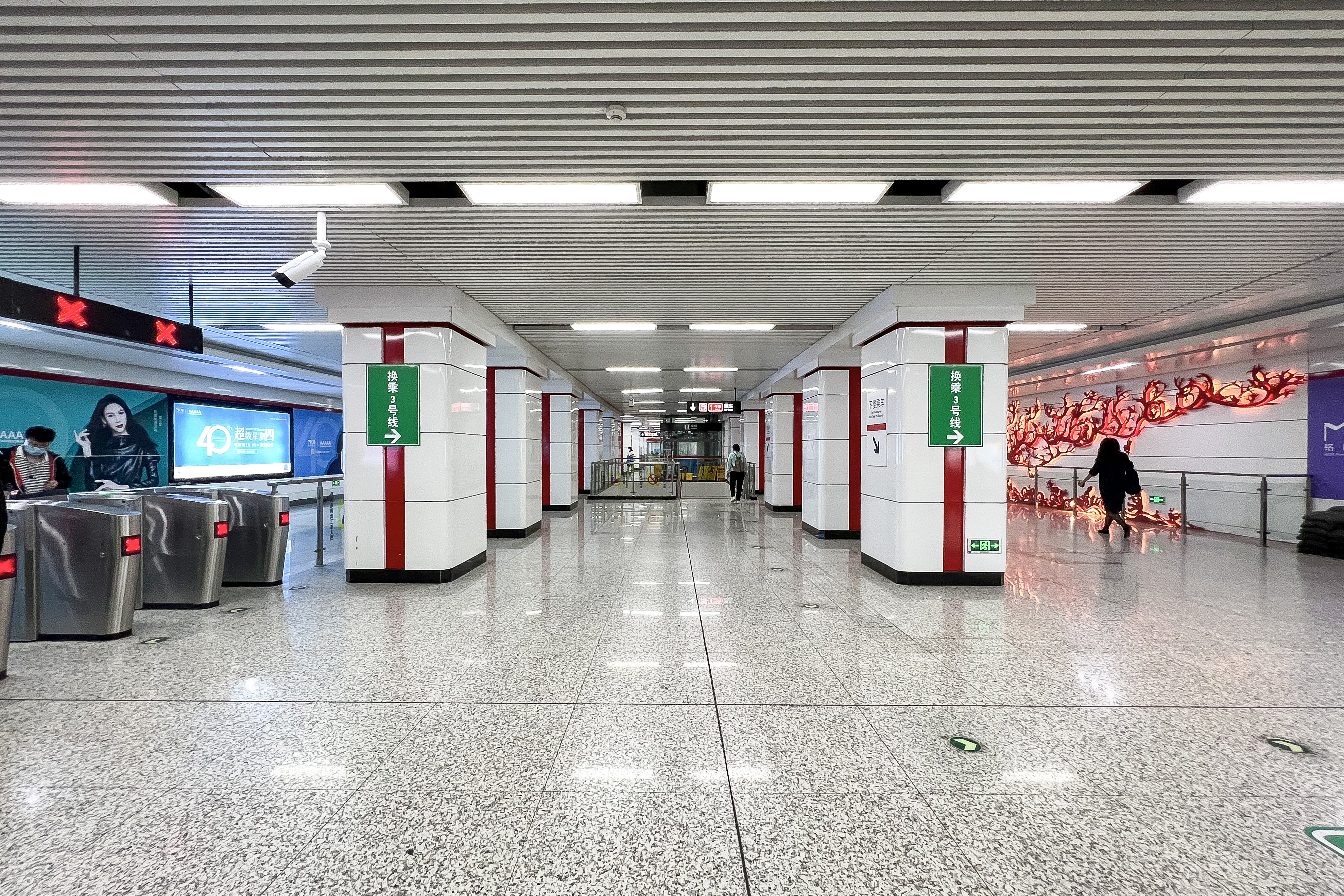
1号线站厅
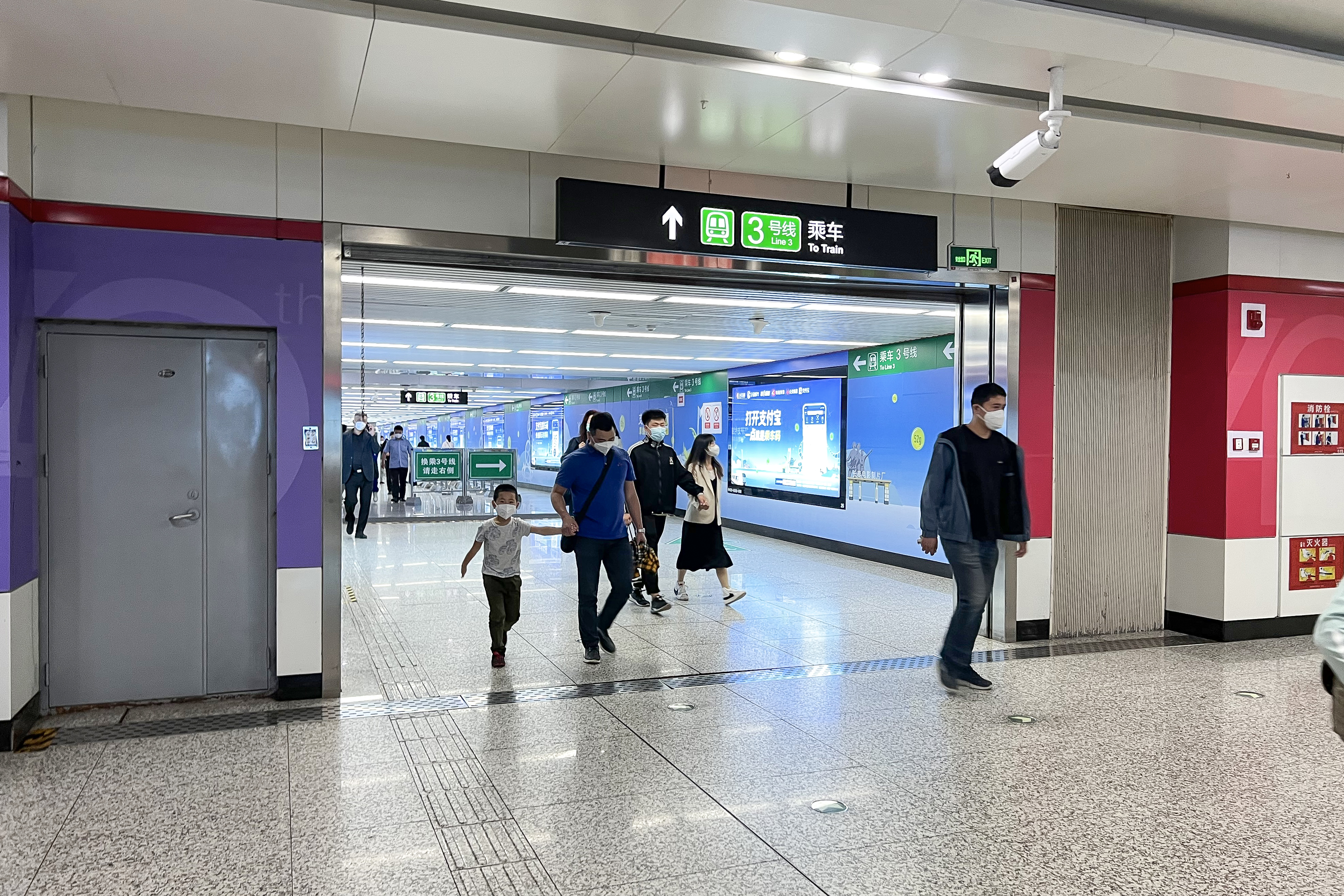
换乘通道入口
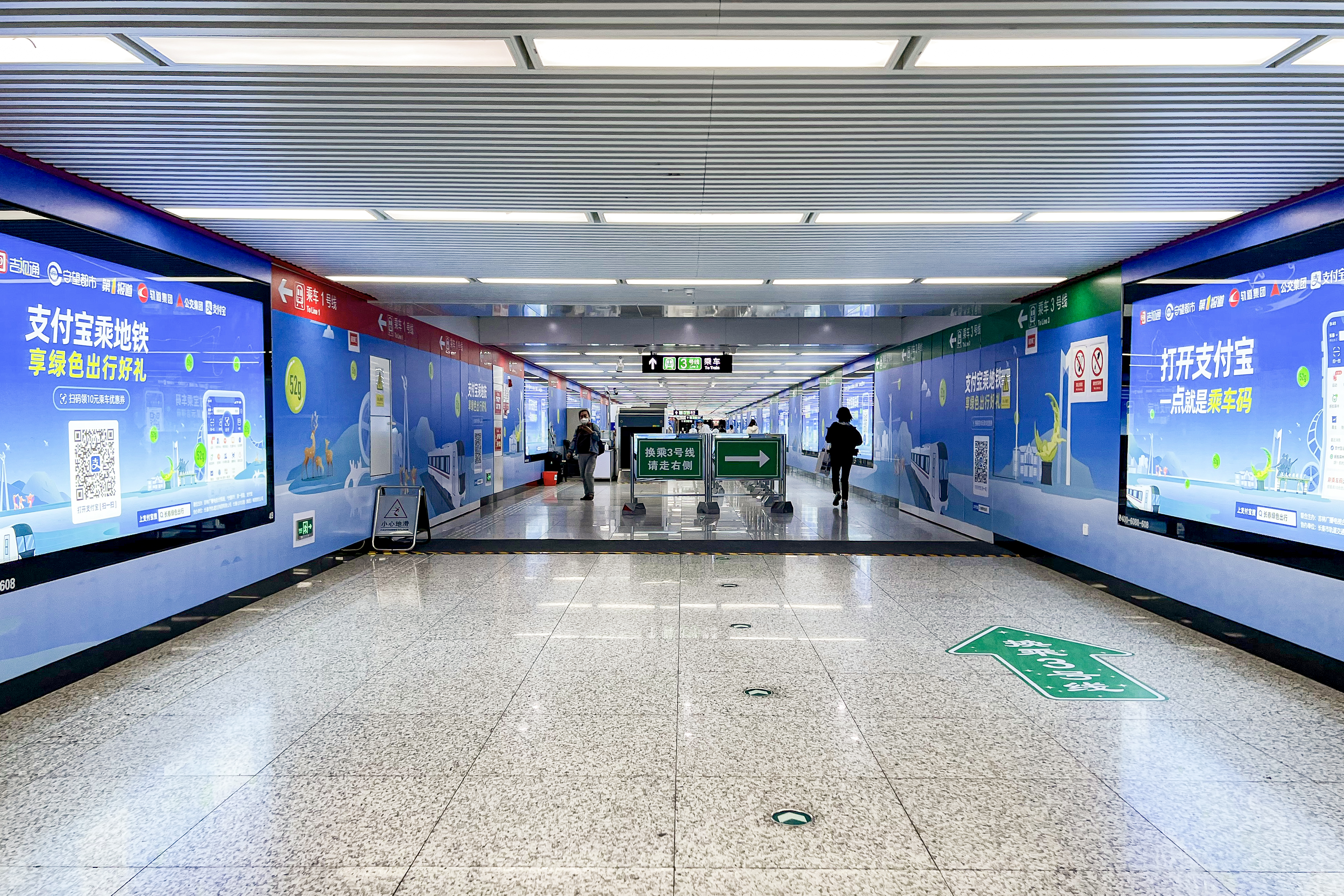
换乘通道
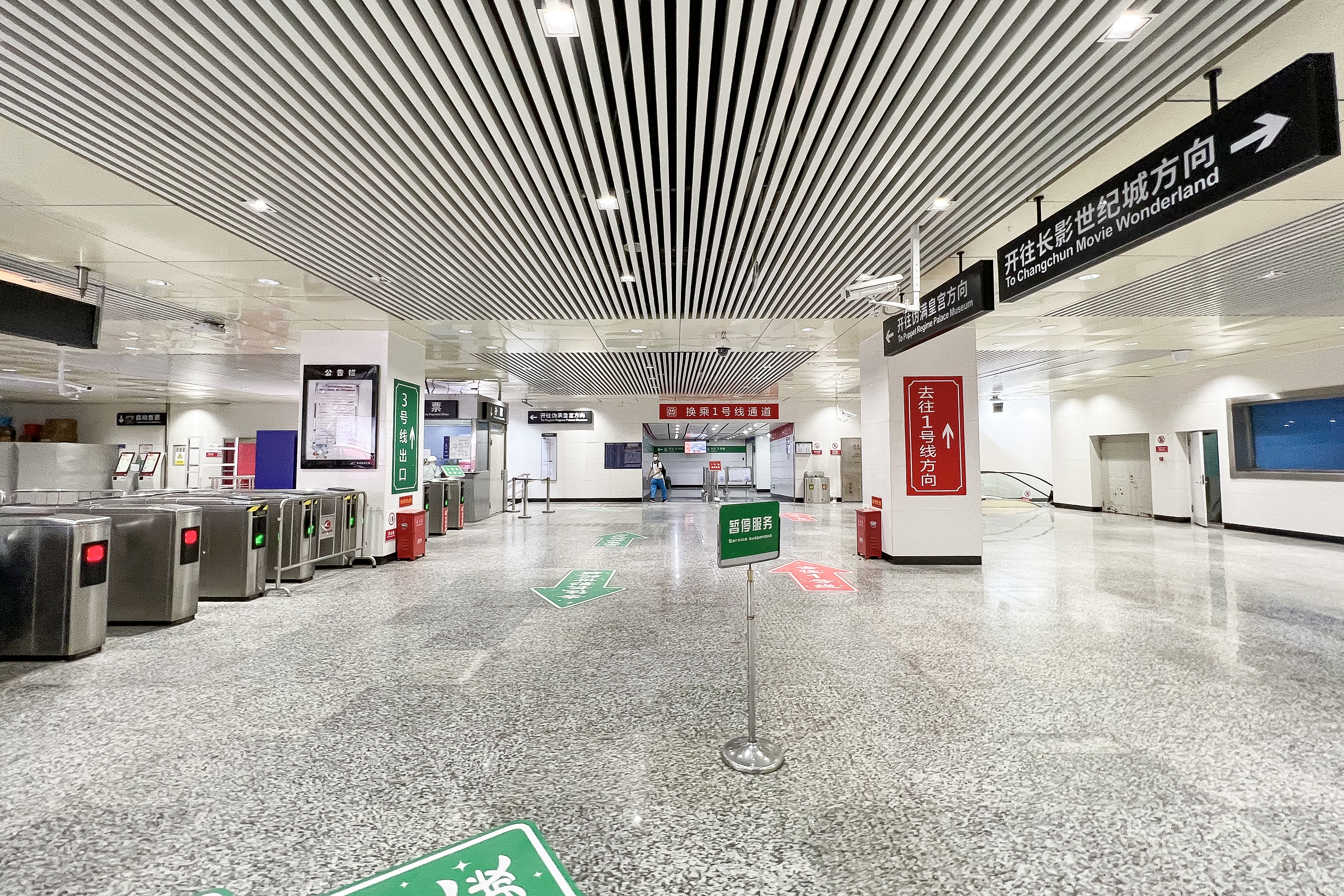
3号线站厅

## 历史
- 2006年12月26日 - 开通使用。

## 车站出入口
车站设置6个出入口，A1口、A2口位于人民大街西侧，卫星路北侧；B口位于人民大街东侧，卫星路北侧；C口位于人民大街东侧，卫星路南侧；D口位于人民大街西侧，卫星路南侧。另外，1号线站厅内E出口正对3号线换乘通道，原3号线出入口位于人民大街西街东侧，卫星路南侧。
|              |      |                         |                               |  |
|              |      |                         |                               |  |
| 出口编号     | 照片 | 出口指示                | 建议前往的目的地              |  |
| 出口 · A · 1 |      | 人民大街西 卫星路北     | 长春大学                      |  |
| 出口 · A · 2 |      | 人民大街西 卫星路北     | 长春大学                      |  |
| 出口 · B     |      | 人民大街东 卫星路北     | 公交巴士公司                  |  |
| 出口 · C     |      | 人民大街东 卫星路南     | 长春明珠                      |  |
| 出口 · D     |      | 人民大街西 卫星路南     | 国商百货卫星广场店 高速客运站 |  |
| （3号线）    |      | 人民大街西街东 卫星路南 | 长春大学南区                  |  |

## 车站周边
- 长春大学
- 长春明珠

## 公交换乘
卫星广场充当长春市南部的交通枢纽，有两条轨道交通，两条主干道，一条快速路交汇，多条公交线路在此始发或途径此地，包括诸多南部城乡公交。

A1出口：

- 长春大学站：28、124、193、306、315路

A2出口：

- 公交巴士公司站：66、124、193、240、252、306、312、315路

B出口：

- 卫星广场站：88、130路
- 人民大街站：161路
- 公交巴士公司站：66、124、193、240、252、306、312、315路

C出口：

- 卫星广场站：15、28、88、111、130、240、270路

D出口：

- 卫星广场站：15、28、111、163、240、270路

E出口(原3号线出口）：

- 长春大学站：28、124、193、306、315路